# Schellenberg (hrad)
Schellenberg (také nazývaný hrad Schölenberg na Hundtsteinu) je zřícenina pozdně středověkého šlechtického hradu v Hornofalckém lese. Nachází se ve správním území obce Georgenberg v blízkosti běžkařského střediska Silberhütte v Horní Falci v zemském okrese Neustadt an der Waldnaab v Bavorsku.
Zřícenina hradu leží ve výšce 826 metrů nad mořem a je tak nejvyšším místem v okrese, v hradní věži je vybudována dřevěná vyhlídková plošina. Zřícenina je volně přístupná. Z malé dřevěné rozhledny je výhled přes zříceniny Flossenbürg k Parksteinu.

## Historie
Hrad založili 23. srpna 1347 pánové z Waldau a Waldthurnu. Hrad nesl slovanský název Lug. Později byl přislíben franckému rytíři Filipovi z Guttenberga. V průběhu Guttenbergerova sporu mezi ním a jeho bratrem Morisem na jedné straně a markrabětem Brandenburg-Kulmbašským na straně druhé, byl hrad v noci z 11. na 12. červenci 1498 dobyt markraběcím vojevůdcem Konrádem z Wirsbergu.
Waldthurnští opustili pobořený hrad, ale nechali ho opravit. V roce 1540 Georg z Waldau a Waldthurnu prodal panství Waldthurn a spolu s ním i zříceniny hradu Schellenberg Wilibaldovi a Albrechtovi Eitelovi z Wirsbergu, potomkům dobyvatele hradu. Když v roce 1647 Eirsbergové vymřeli, byl hrad v roce 1648 císařem Ferdinandem III. prodán jako odúmrť spolu s Waldthurnem českému šlechtici Václavu Eusebiovi z Lobkovic. V lobkovickém urbáři z roku 1666 se k Schellenbergu uvádí: 
| „ | Od nepaměti byla na vysoké skále postavena tvrz, s jediným vchodem ve skalní puklině, obklopena dvorem a prstencovými zdmi, poblíž na vysoké skále, která se nazývá Hundsstein, stojí dnes úplně stržená stavba, stěny dalších staveb dosahují poměrně vysoké výšky, mohly by být stále zakryty a opraveny, ale stěny nádvoří jsou zcela rozvaleny, Předhradí i dvůr zarostly velmi hustým lesem, takže dokud nepřijdete ke zdi, není nic vidět. | “ |

V majetku rodiny Lobkoviců byl hrad až do roku 1807. V té době na Schellenbergu stál malý lovecký zámeček. Roku 1865 byla zbořena poslední obydlená budova.

## Přírodní poměry
Zřícenina hradu se nachází v nadmořské výšce 826 metrů na skalnatém vrcholu Schellenbergu, asi 3,6 km východně od Flossenbürgu. Vlastní hrad byl vybudován na několika žulových skalních věžích. Na východním úpatí skalních útvarů, které se rozprostírají přibližně ve směru severozápad–jihovýchod, bylo patrně ještě menší předhradí.
Cesta na hrad vede po turistické stezce z parkoviště Planer Höhe, kousek na východ od obce Waldkirch.